# NGC 6658
NGC 6658 este o galaxie situată în constelația Hercule. A fost descoperită în 6 iunie 1864 de către Albert Marth. Se află la o distanță de 63,21 de megaparseci de Pământ.